# Wijken en buurten in Tiel
De Nederlandse gemeente Tiel is voor statistische doeleinden onderverdeeld in wijken en buurten. De gemeente is verdeeld in de volgende statistische wijken:
- Wijk 00 Tiel kern (CBS-wijkcode:028100)
- Wijk 01 Tiel overig gebied (CBS-wijkcode:028101)
- Wijk 02 Wadenoijen en omgeving (CBS-wijkcode:028102)

Een statistische wijk kan bestaan uit meerdere buurten. Onderstaande tabel geeft de buurtindeling met kentallen volgens het Centraal Bureau voor de Statistiek (2008):
| CBS-buurtcode | Buurtnaam                                          | Inwonertal | Opp. totaal (ha) | Opp. land (ha) | Ligging                |
| ------------- | -------------------------------------------------- | ---------- | ---------------- | -------------- | ---------------------- |
| BU02810000    | Binnenstad                                         | 1550       | 30               | 30             | Locatie in de gemeente |
| BU02810001    | Sterrebos                                          | 1160       | 52               | 33             | Locatie in de gemeente |
| BU02810002    | Hertogenwijk                                       | 2050       | 40               | 36             | Locatie in de gemeente |
| BU02810003    | Burgemeestersbuurt                                 | 1450       | 34               | 34             | Locatie in de gemeente |
| BU02810004    | Stationsbuurt                                      | 870        | 31               | 31             | Locatie in de gemeente |
| BU02810005    | Santwijck                                          | 1620       | 28               | 28             | Locatie in de gemeente |
| BU02810006    | Lok                                                | 1210       | 17               | 17             | Locatie in de gemeente |
| BU02810007    | Ooij                                               | 3000       | 40               | 40             | Locatie in de gemeente |
| BU02810008    | Ridderweide en Tiel-West                           | 3710       | 98               | 96             | Locatie in de gemeente |
| BU02810009    | Latenstein                                         | 2390       | 204              | 141            | Locatie in de gemeente |
| BU02810100    | De Elzenpasch                                      | 2980       | 116              | 116            | Locatie in de gemeente |
| BU02810101    | Westroijen                                         | 2240       | 80               | 78             | Locatie in de gemeente |
| BU02810102    | Uitbreiding ten zuiden van kanaal Passewaaij-Noord | 4650       | 88               | 87             | Locatie in de gemeente |
| BU02810103    | Rauwenhof                                          | 3220       | 102              | 101            | Locatie in de gemeente |
| BU02810104    | Drumpt                                             | 2320       | 75               | 74             | Locatie in de gemeente |
| BU02810105    | Zennewijnen                                        | 40         | 15               | 15             | Locatie in de gemeente |
| BU02810106    | Passewaaij-Zuid                                    | 4160       | 82               | 82             | Locatie in de gemeente |
| BU02810107    | Verspreide huizen Passewaaij                       | 240        | 460              | 390            | Locatie in de gemeente |
| BU02810108    | Veluwe                                             | 190        | 211              | 206            | Locatie in de gemeente |
| BU02810109    | Industrieterrein Kellen                            | 70         | 272              | 242            | Locatie in de gemeente |
| BU02810200    | Wadenoijen                                         | 610        | 54               | 53             | Locatie in de gemeente |
| BU02810201    | Kapel-Avezaath                                     | 460        | 82               | 82             | Locatie in de gemeente |
| BU02810202    | Industrieterrein Medel                             | 30         | 239              | 217            | Locatie in de gemeente |
| BU02810208    | Verspreide huizen Bergakker                        | 390        | 351              | 324            | Locatie in de gemeente |
| BU02810209    | Verspreide huizen Wadenoijen                       | 510        | 682              | 675            | Locatie in de gemeente |